# Lebi ibne Uar Jabi
Lebi ibne Uar Jabi (Lebi ibn War Jabi) foi o segundo governante muçulmano de Tacrur, e filho de Uar Jabi. Ele é conhecido por sua aliança com o Império Almorávida, desenvolvendo ainda mais seu reino para rivalizar com o Império do Gana durante a segunda metade do século XI.

## Vida
Lebi era filho de Uar Jabi e membro da dinastia Mana de Tacrur. Herdou o trono após a morte de seu pai em 1041. Seguindo os passos de seu pai, continuou a promover o islamismo. Ele iria começar uma aliança com o recém-estabelecido Império Almorávida, então sob Iáia ibne Omar Alantuni, por afinidades religiosas e para combater o poder do Império do Gana. Em 1054, se uniu aos almorávidas para atacar a cidade berbere de Audagoste por reconhecer a autoridade do governante de Gana. Esta ação deu a Tacrur acesso às minas de ouro na região de Bambuque, que foi utilizado em prol da prosperidade do reino e da causa dos almorávidas, a quem manteve seu apoio militar. Lutou ao lado de Iáia ibne Omar em 1056 na Batalha de Tabefarila, na qual o governante almorávida perderia a vida. Quatro mil cavaleiros negros de origem tacruri, provavelmente enviados por Lebi, desempenharam o papel decisivo na vitória muçulmana na Batalha de Sagrajas de 1086 no Alandalus, incluindo ferimentos graves no rei Afonso VI, deixando-o com uma claudicação permanente.